# マーダヴ・ラーオ
マーダヴ・ラーオ（マラーティー語：माधवराव पेशवे, 英語：Madhav Rao, 1745年2月14日 - 1772年11月18日）は、インドのデカン地方、マラーター王国の世襲における第4代宰相（ペーシュワー、在位：1761年 - 1772年）。マラーター同盟の盟主でもある。マーダヴ・ラーオ1世（Madhav Rao I）、マーダヴ・ラーオ・バッラール（Madhav Rao Ballal）とも呼ばれる。
彼はマラーター同盟が分裂し、マラーター王国が危機にさらされるなか、近隣のニザーム王国やマイソール王国と戦って勝利した。さらには遠くデリーにまで遠征し、マラーターの権威を保つことに成功している。

## 生涯

### 宰相就任まで

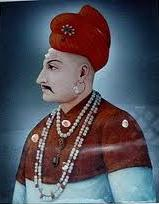
バーラージー・バージー・ラーオ

1745年2月14日、マラーター王国の宰相バーラージー・バージー・ラーオの息子としてサヴァヌールで生まれた。
本来、マーダヴ・ラーオはマラーター王国の宰相位を継ぐ立場にある人物ではなかった。だが、1761年1月14日に第三次パーニーパトの戦いで兄ヴィシュヴァース・ラーオがアフガン軍に殺されたため、急遽として後継者の地位が回ってきた。
同年6月23日、父バーラージー・バージー・ラーオがパーニーパットにおける敗戦のショックで死亡したため、彼は王国の宰相となった。

### マラーター同盟の分裂と宰相府の内乱

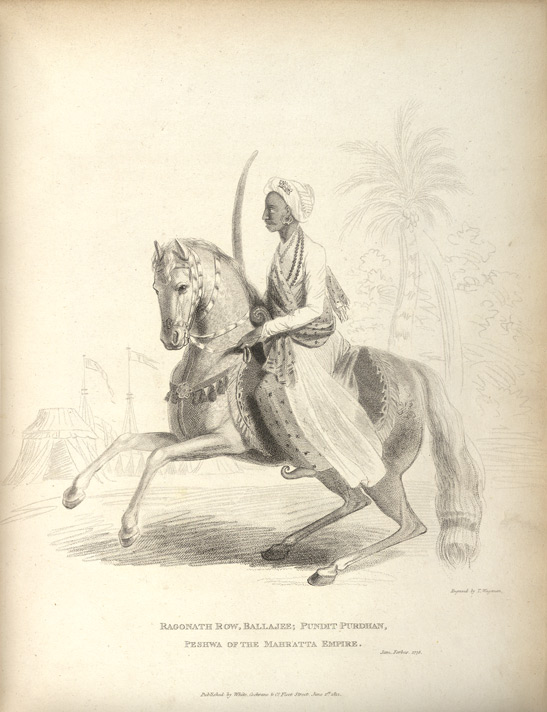
ラグナート・ラーオ

パーニーパットの敗戦により、マラーター同盟の結束は崩壊し、分裂状態に追いやられた。マラーター諸侯（サルダール）は事実上同盟から独立し、マラーター王国のほかに、グワーリオールのシンディア家、インドールのホールカル家、バローダのガーイクワード家、ナーグプルのボーンスレー家という4つの勢力が割拠するところとなった。
そのうえ、前宰相バーラージー・バージー・ラーオの弟ラグナート・ラーオが宰相位の継承権を主張し、宰相府は混乱した。宰相マーダヴ・ラーオとラグナート・ラーオの不和は続き、1762年8月22日にラグナート・ラーオがプネーからヴァドガーオンに去り、内乱がはじまった。
ラグナート・ラーオはニザーム王国から援助を受けていたが、マーダヴ・ラーオはこの内乱における戦いに勝利し、同年11月12日にラグナート・ラーオは降伏した。

### ニザーム王国との戦い

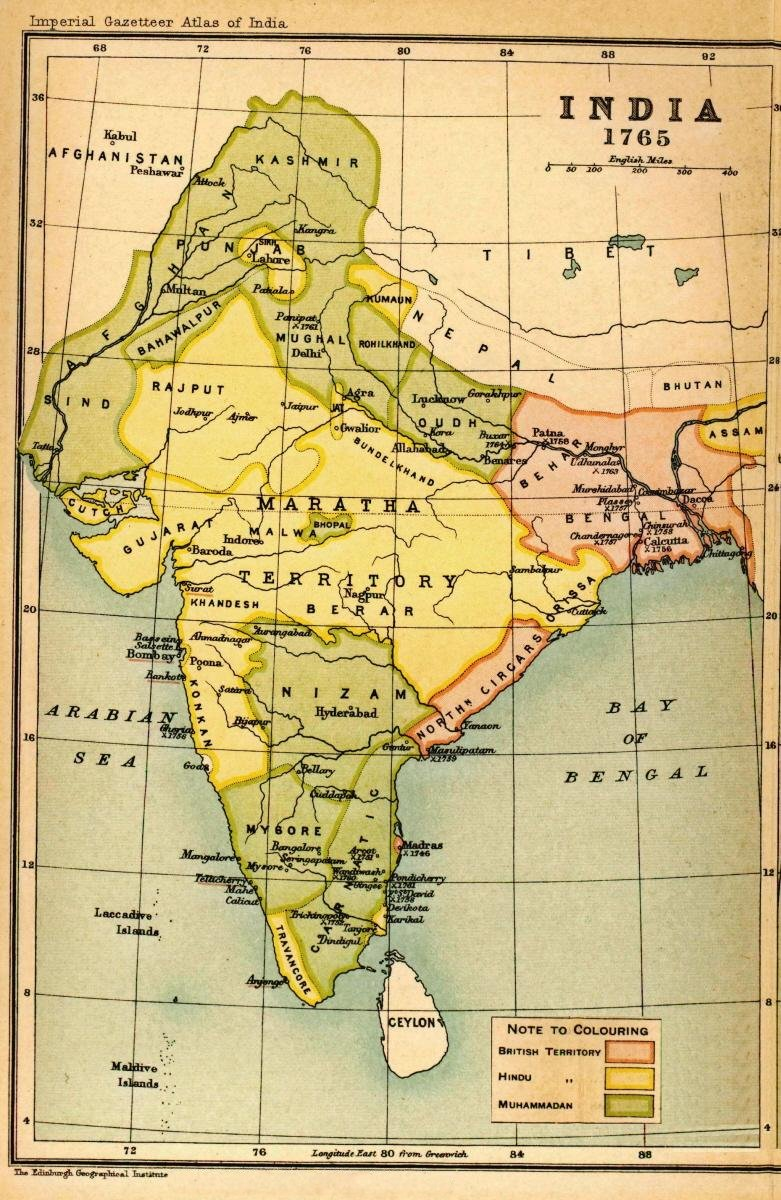
マラーター同盟の版図（黄色、1765年）

また、祖父と父の時代に抑えられていたデカン地方のニザーム王国は、マラーター同盟の分裂を見逃さなかった。
ニザーム王国はマーダヴ・ラーオとラグナート・ラーオの争いに介入し、ラグナート・ラーオが降伏したのち、マラーター王国の領土に攻め入った。
ラグナート・ラーオはニザーム王国と親善を図ろうとしたが無駄で、マーダヴ・ラーオは事態の深刻さを見て、1763年3月7日にニザーム王国への遠征を行った。
そして、同年8月10日にマーダヴ・ラーオの軍はニザーム軍をアウランガーバード近郊に破った（ラクシャスブヴァンの戦い）。のち、ニザーム王国はマラーター王国に82ラク（820万ルピー）を生み出すデカンの地域を割譲し、マーダヴ・ラーオはプネーに帰還した。

### マイソール王国との戦い

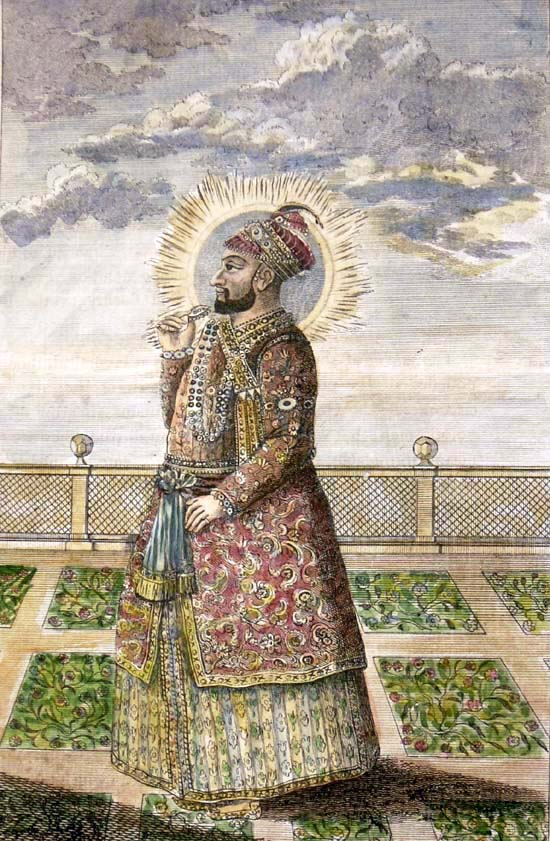
ハイダル・アリー

1761年のパーニーパットの敗戦後、マラーター王国の監視が南インドに及ばなくなった結果、同年にカルナータカ地方のマイソール王国ではムスリム軍人ハイダル・アリーが王国の実権を掌握した（マイソール・スルターン朝）。
ハイダル・アリーは強大な支配者で、マイソール王国の領土拡大をめざし、1763年にはケラディ・ナーヤカ朝を滅ぼし、南インドの制圧に乗り出した。1764年1月にハイダル・アリーがトゥンガバドラー川を越えてマラーター領に侵攻したため、マーダヴ・ラーオはこの動きを見て、同年2月に大軍を率いてマイソール王国へと遠征に向かった。
だが、この遠征に援助としてきていたラグナート・ラーオは単独でマイソール王国と講和を結んだため、1765年3月30日にマーダヴ・ラーオは和議を結び、貢納金を取って引き上げた。
しかし、1766年11月にマーダヴ・ラーオは再びマイソール王国へ遠征を行い、1767年3月4日にはマドゥギリを攻略し、5月に帰還した。
この2度にわたる遠征により、マイソール王国の勢力拡大に一応の歯止めをかけることができた。

### ナーグプルへの懲罰
マーダヴ・ラーオはまた、中央インドに勢力を広げていたナーグプルのボーンスレー家に対しても遠征を行った。
それはマーダヴ・ラーオがマイソール王国との戦争終了後、1769年3月にその当主ジャーノージー・ボーンスレーが王族ボーンスレー家の出身であることを理由に、マラーター王を公然と称したからだった。
そのため、マーダヴ・ラーオはマラーター王権を無視したこれを許さず、同年にジャーノージー・ボーンスレーの支配するナーグプルへ遠征軍を送り、この遠征は二年間続いた。

### ラグナート・ラーオの逮捕
ラグナート・ラーオは領土拡大のために北インドに遠征していたが、それはうまくいかなかった。ラグナート・ラーオはプネーに帰還したのち、妻のアーナンディー・バーイーや側近の将軍らに誘惑され、再びマーダヴ・ラーオの打倒を考えるようになった。
しかし、マーダヴ・ラーオはこの企みに気づき、1768年6月10日にラグナート・ラーオをシャニワール・ワーダーで逮捕した。いずれにせよ、この一件でマーダヴ・ラーオとラグナート・ラーオの関係は再び悪化した。

### マラーター同盟の勢力回復

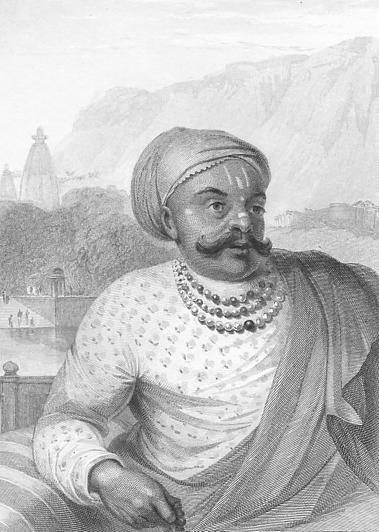
マハーダージー・シンディア

1769年末以降、マーダヴ・ラーオはデリーに向けて5万人の兵をもって向かい、この遠征にはシンディア家の当主マハーダージー・シンディアも途中から加わった。約一年間を通して行われたこの遠征で、北インド一帯のアフガン勢力に攻撃が行われ、その制圧に成功した。
この遠征の結果、1771年にマハーダージー・シンディアはデリーを占拠することができ、翌1772年にはムガル帝国の皇帝シャー・アーラム2世をデリーに迎え入れた。
このほかにも、シンディア家やホールカル家と協力し、ラージプート諸王国やバーラトプル王国といったジャート勢力、アフガン系ローヒラー族さえも破った。
マーダヴ・ラーオはマラーター王国最後の偉大な宰相であった。彼はその若さにもかかわらず、父や祖父と同じように各地を破り、パーニーパットの敗戦による影響にも負けずに同盟の勢力を回復した。

### 晩年と死

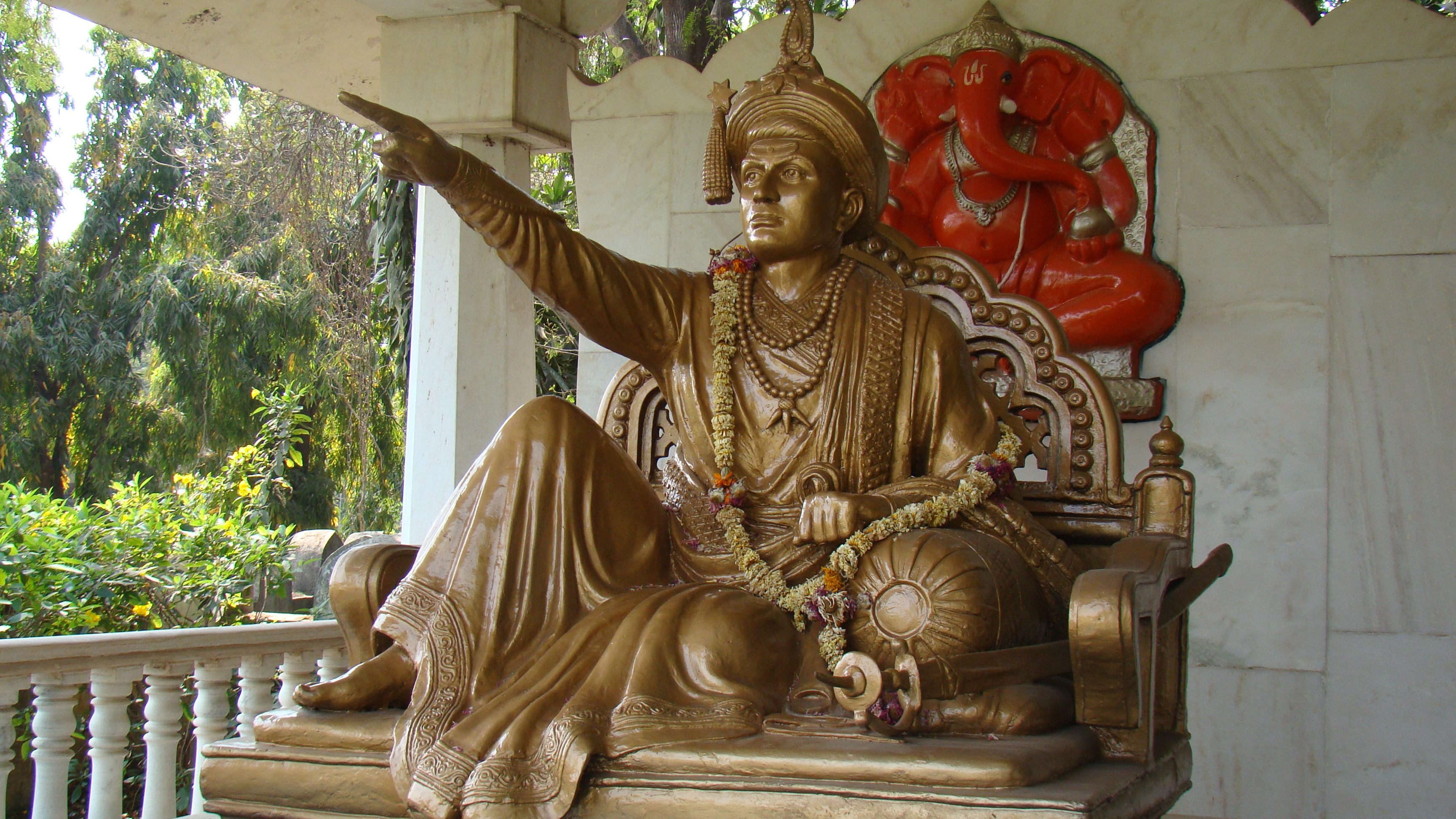
マーダヴ・ラーオ像（プネー）

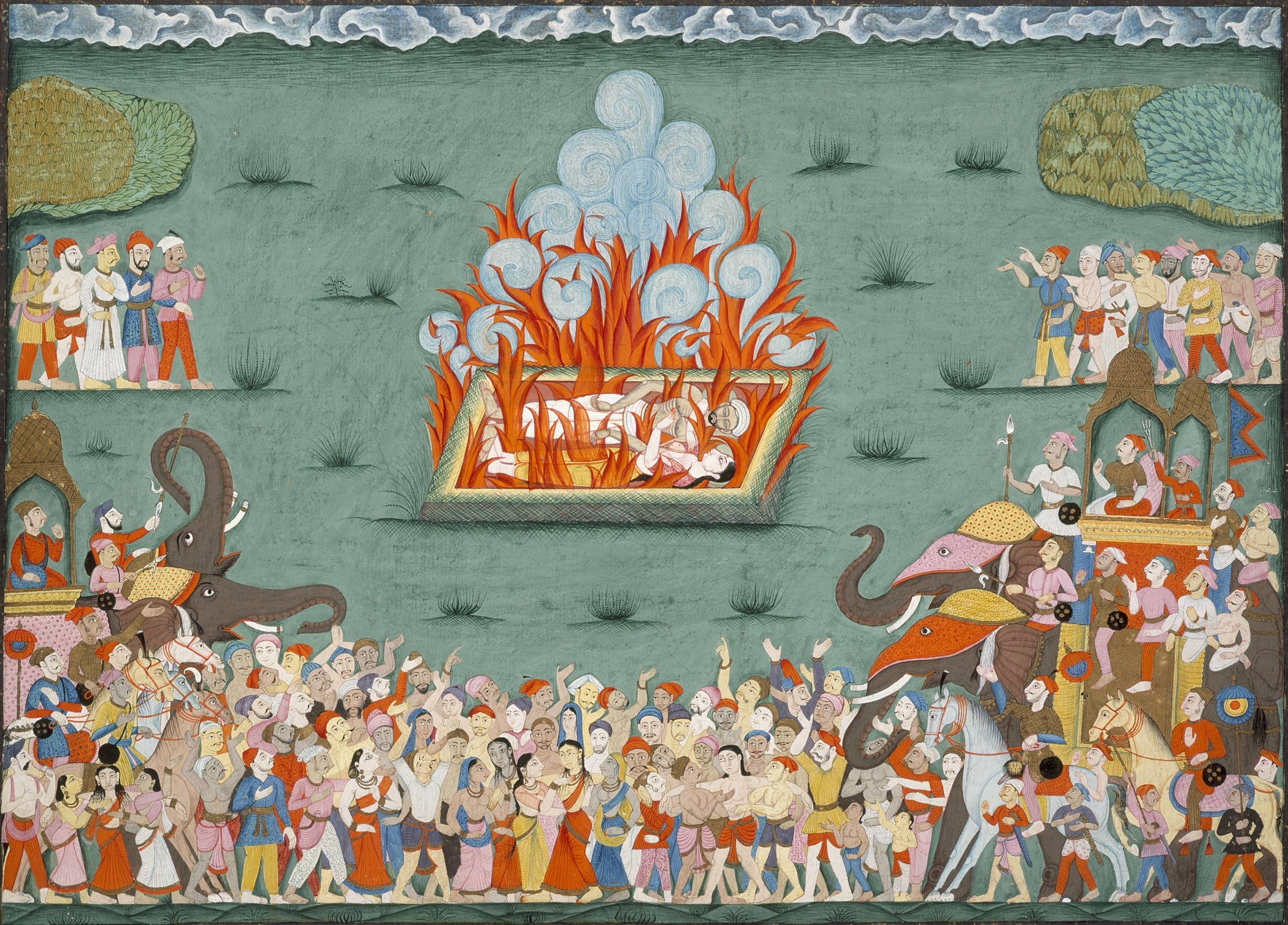
マーダヴ・ラーオの横でサティーするラーマ・バーイー

だが、マーダヴ・ラーオはもともと病弱な面があり、1770年ごろからすでに結核の病魔に体をむしばまれていたという。それは取り返しのつかないところまで来ていた。
マーダヴ・ラーオはマイソール王国のハイダル・アリーが強大となるのを見て、1770年1月に遠征軍をカルナータカ地方に派遣し、6月に自身も遠征した。この遠征はかなり上々だったが、マーダヴ・ラーオの病状が悪化したため、同年12月に彼は帰還した。
1771年3月、遠征軍はマイソール王国の首都シュリーランガパトナを包囲したが、マーダヴ・ラーオの病状悪化もあって、1772年6月には講和条約を結んで撤退した。
同年10月6日、ラグナート・ラーオが軟禁されていたシャニワール・ワーダーの自宅から逃げたが、再び逮捕された。このとき、マーダヴ・ラーオの病状は深刻で、このような事件をかまうところではなかった。
そして、同年11月28日、宰相マーダヴ・ラーオは腸結核より死亡した。統治11年目にして、まだ27歳だった。同日行われた葬儀では、妃のラーマ・バーイーが寡婦殉死（サティー）した。
のち、イギリス東インド会社の職員で歴史家ジェームズ・グラント・ダフは、マーダヴ・ラーオの死に関してこう語っている。
| 「 | 「そして、パーニーパトの平野（第三次パーニーパトの戦いにおける敗戦）は、この優れた王子（マーダヴ・ラーオ）の早すぎる死よりもマラーター帝国に致命的なものではなかった」 | 」 |